# Иван Стево Крајачић
Иван Стево Крајачић (Пољане, код Нове Градишке, 29. август 1906 — Загреб, 10. септембар 1986) био је учесник Шпанског грађанског рата и Народноослободилачке борбе, друштвено-политички радник СФРЈ и СР Хрватске, јунак социјалистичког рада и народни херој Југославије.

## Биографија
Рођен је 29. августа 1906. године у селу Пољане, код Нове Градишке. Потиче из многочлане, сиромашне сељачке породице. Пошто није имао средстава за школовање, 1925. године се запослио у руднику Лешљани. Крајем 1925. године, завршио је занат алатног механичара, а 1926. године је положио испит за ложача и руководиоца стабилних машина. Током рада у руднику и касније на занату, укључио се у омладински раднички покрет.

### Револуционарни рад
Године 1927. је отишао одслужење војног рока. Војску је служио у Главној ауто-команди у Београду. Због читања опозиционе штампе и ширења прокомунистичких идеја међу војницима, био је неколико пута дисциплински кажњаван.
После одслужења војног рока, 1928. године, дошао је у Загреб, где се запослио у радионици Југословенских државних железница (ЈДЖ). Исте године упознао је Јосипа Броза Тита, тада политичког секретара Месног комитета КПЈ за Загреб.
Године 1931. примљен је у Савез комунистичке омладине Југославије (СКОЈ). Почетком 1933. године је ухапшен, али је због недостатка доказа пуштен после двадесет дана. Због доброг држања пред полицијом, одмах после изласка из затвора примљен је у чланство Комунистичке партије Југославије (КПЈ). Тада је добио илегално име Стево, које му је остало надимак до краја живота. Године 1934. постао је члан Месног комитета КПЈ за Загреб, а 1935. члан Покрајинског комитета КПЈ за Хрватску.

### Шпански грађански рат
Због великих партијских провала у Хрватској, 1936. године, Стево је, по одлуци ПК КПЈ за Хрватску, био одређен да иде на школовање у Совјетски Савез. Али, због избијања Шпанског грађанског рата, Стево уместо у СССР одлази у Шпанију. Као борац батаљона „Чапајев“, Тринаесте интернационалне бригаде, рањен је у бици код Теруела, крајем 1936. године. Имао је чин капетана Шпанске републиканске армије. Заједно са Стевом, у Шпанији се борио и његов рођени брат Маријан, који је 1941. године убијен у концентрационом логору у Старој Градишки.
После слома Шпанске републике, 1939. године, Стево је са осталим југословенским добровољцима, нашао у француским логорима. У логору је остао око месец дана, када је, по партијској директиви, с туђим пасошем напушта логор и илегално дошао у Југославију. По доласку у Загреб, Стево се поново запослио у радионици Југословенских државних железница и изабран је у чланство Централног комитета Комунистичке партије Хрватске.

### Народноослободилачка борба
Окупација Краљевине Југославије и проглашење усташке Независне Државе Хрватске (НДХ), априла 1941. године, затекли су га у Загребу. Јула 1941. године одлази у Земун, где организује диверзантске акције. Почетком јуна 1941. године, Иван Стево Крајачић је организовао потказивање Мустафе Голубића немачком Гестапоу. Гестапо је 7. јуна провалио у стан где се сместио Мустафа Голубић и ухапсио га. Након тога се по упутству Јосипа Броза Тита враћа у окупирани Загреб.
Током 1942. године, Стево се повезао са појединцима који су заузимали велике положаје у Независној Држави Хрватској и организовао је обавештајну мрежу, која је током целог рата давала Врховном штабу НОВ и ПОЈ драгоцене податке. Такође се повезао и с личностима из културног и јавног живота и укључује их у Народноослободилачки покрет Југославије (НОП). У време свог илегалног боравка у Загребу, Стево је постављен за команданта Друге (загребачке) оперативне зоне. Средином 1942. године, заједно с Ивом Лолом Рибаром, је организовао пребацивање др Ивана Рибара на ослобођену територију, где заједно с њим и они одлазе. Непосредно после свог доласка на ослобођену територију, Јосип Броз Тито га поново шаље у Загреб, да настави рад на обавештајној служби.
Почетком септембра 1943. године, када му је запретила опасност од хапшења, напушта Загреб и одлази у Оточац, где се у то време налазио ЗАВНОХ и председник АВНОЈ-а др Иван Рибар. Непосредно после Стевиног доласка усташе су напале Оточац. Стево заједно са Јаковом Блажевићем организује успешно одбрану ЗАВНОХ-а, у борбама на раскрсници за Сењ, где је брањена одступница члановима ЗАВНОХ-а, тешко је рањен.
Године 1944. на позив Централног комитета Комунистичке партије Југославије, одлази на острво Вис, као организациони секретар ЦК КПХ. При повратку с Виса, у близини Вргинмоста, срушио се авион у којем се налазио заједно са Рендолфом Черчилом (сином Винстона Черчила) и совјетском војном мисијом, и том приликом је теже повређен.
Био је члан АВНОЈ, на Првом, и члан Председништва АВНОЈ-а на Другом заседању. На Другом заседању ЗАВНОХ-а изабран је у Председништво, а у јесен 1942. године постао је члан Централног комитета КПЈ.

### Послератни период
После оснивања Одељења за заштиту народа (ОЗН), 1944. године, постављен је за начелника Озне за Хрватску, а на тој дужности налазио се и после рата, до марта 1946. када је, у чину генерал-потпуковника пребачен у резерву и постављен за министра унутрашњих послова у Влади Народне Републике Хрватске. На тој дужности налазио се до 1953. године, од 1953. до 1963. био је потпредседник Извршног већа Сабора НР Хрватске и члан Савезног извршног већа (СИВ), као и председник Савеза бораца НОР-а Хрватске од 1959. до 1961. године.
Од 1963. до 1967. године налазио се на дужности председника Сабора Социјалистичке Републике Хрватске. Биран је за члана Централног комитета СК Хрватске и ЦК СК Југославије. Био је члан Главног одбора ССРН Хрватске и Савезног одбора ССРН Југославије.
Године 1968. дао је оставку на чланство у Централном комитету Савеза комуниста Хрватске.
У браку са супругом Миленом Милидраг Крајачић (1918—2013) имао је синове Слободана (1946—2008) и Огњена.
Умро је 10. септембра 1986. у Загребу и сахрањен је на гробљу Мирогој.
Носилац је Партизанске споменице 1941. и других југословенских одликовања, међу којима су — Орден јунака социјалистичког рада, Орден народног ослобођења, Орден југословенске заставе са лентом, Орден партизанске звезде са златним венцем, Орден Републике са златним венцем, Орден заслуга за народ са златном звездом, Орден братства и јединства са златним венцем, Орден рада са црвеном заставом и Орден за храброст. Орденом народног хероја одликован је 23. јула 1952. године.
Године 1980, додељена му је титула почасног грађанина града Загреба.